# 埼玉県立吹上高等学校
埼玉県立吹上高等学校 （さいたまけんりつ ふきあげこうとうがっこう）は、埼玉県鴻巣市前砂にあった公立高等学校。

## 沿革
- 1980年 - 開校。
- 2008年 - 学校再編に伴い募集停止。
- 2010年 - 閉校、校舎は定時制単位制高校「埼玉県立吹上秋桜高等学校」に引き継がれる。

## 部活動
- 弓道部やSF部など、運動部文化部ともにジャンルに富んではいたが、部活動ではなくアルバイトに励む生徒が多かった為、往々にして活動は盛んではなかった。かつてはラグビー部もあったが、入部希望者や生徒数自体の激減により消滅した。

### 運動部
- 野球部
- 陸上部
- テニス部（軟式・硬式）
- バレーボール部
- サッカー部
- 柔道部
- 山岳部
- 剣道部
- 卓球部
- 弓道部
- バスケットボール部
- バドミントン部
- アクション同好会

### 文化部
- 放送部
- SF部
- 写真部
- 吹奏楽部
- 美術部
- マイコン部
- 文芸読書部
- 華道部
- 茶道部
- 科学部
- 英語部
- 書道部
- 家庭科部
- 映画部
- 合唱部
- 太鼓部
- ボランティア同好会